# 深圳島嶼
鄰近中國廣東省深圳市海面的島嶼數目雖然不少，但這些島嶼都被歸納為鄰近的香港特別行政區（深圳居民習慣把深圳面向大鵬灣的島群稱作大鵬灣列島，即東平洲至吉澳一帶）和惠州市惠陽區（大亞灣列島，例：沱濘列島和港口列島），故此深圳的島嶼數目加起來不足十個，只有大約六個島嶼，其中以内伶仃岛最大，它位於珠江口。

## 島嶼
深圳市內的島嶼，主要劃歸為南山區，主要島嶼如下：
- 內伶仃島（2009年9月起正式歸屬深圳市，現為深圳第一大島，曾經為廣東省珠海市管轄）（南山區）
- 大鏟島（曾經是深圳市內最大島嶼）（南山區）
- 小鏟島（南山區）
- 大小孖洲（南山區）
- 賴氏洲（大鵬新區）
- 洲仔（又稱「九仔」）（鹽田區）
- 洲仔頭（大鵬新區）
- 火燒排（大鵬新區）

## 因填海而消失的島嶼
- 坪洲（寶安區）